# Wie das Leben so spielt
Wie das Leben so spielt (Originaltitel: Funny People) ist ein tragikomischer 2009 erschienener US-amerikanischer Film von Judd Apatow, in dem es um das Leben von Stand-up-Comedians geht.

## Handlung
Der erfolgreiche, aber einsame Comedian und Schauspieler George Simmons erfährt, dass er an einer seltenen Art von Leukämie leidet, gegen die lediglich eine experimentelle Behandlung existiert. Da diese Medikamente lediglich bei acht Prozent der Patienten wirksam sind, geht er davon aus, dass er bald sterben wird.
George improvisiert ein düsteres Programm mit Anspielungen auf seinen bevorstehenden Tod. Im Kabarett-Club The Improv, in dem er damit eine deprimierende Stimmung erzeugt, trifft er auf den erfolglosen Stand-up Comedian Ira Wright, der unmittelbar nach ihm auftreten muss und auf die schlechte Stimmung reagiert, indem er sich über George lustig macht. Daraufhin engagiert George Ira als Gag-Schreiber und persönlichen Assistenten.
Zunächst erzählt George, der keine engen sozialen Beziehungen hat, nur Ira von seiner Krankheit und freundet sich mit ihm an. Später berichtet er auch Kollegen und Bekannten von der lebensbedrohlichen Krankheit, darunter seiner Jugendliebe Laura, die George daraufhin verzeiht, dass er einst durch Untreue ihre Beziehung zerstörte.
Als George erfährt, dass die Behandlung bei ihm anschlägt, will er sein zuletzt von Nachdenklichkeit geprägtes Leben verändern und tritt wieder vor großem Publikum auf. Ira informiert Laura über Georges Genesung, und Laura lädt die beiden Männer in ihr Haus ein, in dem sie mit ihren Kindern und ihrem Ehemann lebt, der jedoch häufig auf Geschäftsreisen im Ausland ist. Laura berichtet, dass sie nicht glücklich mit ihrem häufig abwesenden Mann sei, der ihr – wie George damals – nicht treu sei. Sie begeht einen Seitensprung mit George, und beide malen sich eine gemeinsame Zukunft aus.
Kurz darauf kehrt Lauras Mann Clarke überraschend aus China zurück, ist jedoch zunächst nicht eifersüchtig auf George, da er diesen für todkrank hält. Als er diesen Irrtum bemerkt, verlässt er das Haus, um nach China zu fliegen. Doch Laura fährt ihm nach und versöhnt sich am Flughafen mit ihm. Nach einer Prügelei mit Clarke müssen George und Ira abreisen. Noch auf der Heimfahrt zerstreiten sie sich, und George feuert seinen Angestellten. Doch schließlich wendet sich George an Ira und trägt ihm Gags vor, die er für ihn geschrieben hat, so dass sie sich wieder versöhnen.

## Hintergrund

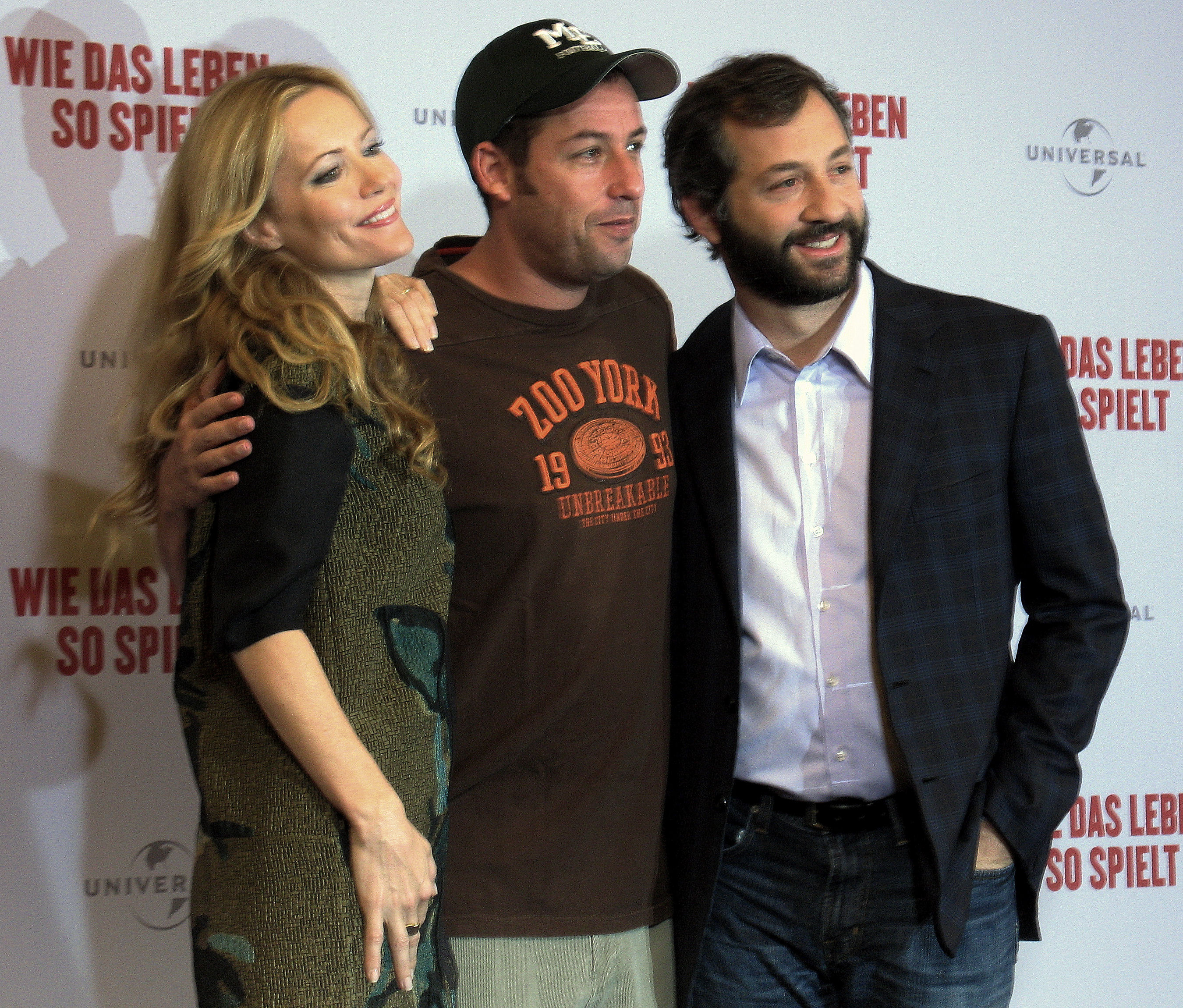
Leslie Mann, Adam Sandler und Judd Apatow in Berlin, 26. August 2009

Da nicht nur der Regisseur und die Hauptdarsteller zu Beginn ihrer Karrieren als Stand-up Comedians tätig waren, verarbeitet Wie das Leben so spielt zahlreiche autobiographische Erfahrungen. Apatow und Sandler wohnten in einer Wohngemeinschaft zusammen, als sie rund 20 Jahre vor der Arbeit an dem Film selbst regelmäßig im Comedy-Club The Improv auftraten.
In dem Film kommen eine Reihe von Comedians in kleinen Rollen oder Cameo-Auftritten vor, darunter Dave Attell, Sarah Silverman, Norm MacDonald, Paul Reiser, Tom Anderson, Charles Fleischer, George Wallace, Ray Romano, Bo Burnham und Andy Dick, außerdem der Rapper Eminem, der Musiker James Taylor und die Schauspielerin Nicole Parker.
Nach der Premiere am 20. Juli 2009 lief Wie das Leben so spielt am 31. Juli 2009 in den Vereinigten Staaten an. Am ersten Wochenende spielte er rund 22,5 Millionen US-Dollar ein. Am 17. und 18. September startete der Film in den Kinos in Deutschland und Österreich. Gegenüber den Produktionskosten von 75 Millionen Dollar erbrachten die Kinobesuche lediglich Einnahmen von rund 61,5 Millionen Dollar. Am 24. November 2009 erschien der Film auf DVD und Blu-ray Disc. Die deutsche DVD- und Blu-ray-Fassung erschien am 21. Januar 2010.

## Kritik
„Die ganzen offenen und verschlüsselten autobiographischen Aspekte und Hinweise verleihen ‚Funny People‘ ohne Frage einen gewissen Reiz. Es macht Spaß, bei diesem seltsamen gemeinsamen Versteckspiel eines erfolgreichen Filmemachers und eines Hollywood-Stars mitzumachen. Doch mit der Zeit verliert sich der Film dabei selbst. Die an sich schon eher ungewöhnliche, beinahe experimentelle Mischung aus Komik und Sentimentalität, tödlichem Ernst und kindischer Albernheit kippt nach und nach in eine reine Selbstbespiegelung.“

„Wehmütiger Insider-Blick auf die Standup-Comedian-Szene von und mit einschlägigen Profis.“

„… ein Film über Comedians, der sich eher für deren unlustige Seite interessiert. Als Erstes begreift man denn auch: Comedians sind nicht unbedingt nette Menschen.“

„Adam Sandler’s best performance.“

Die Deutsche Film- und Medienbewertung FBW in Wiesbaden verlieh dem Film das Prädikat wertvoll.